# Death Valley High
Death Valley High è un album di Zombina and the Skeletones pubblicato nel 2006.

## Tracce
1. The Kids are all Dead – 2:15
2. Lost Boys – 2:32
3. At the Megaplex – 2:34
4. My T.V. – 2:00
5. Villain – 2:38
6. Guess What!? (I love you) – 2:18
7. Prom Night – 2:04
8. Your Girlfriend's Head – 1:14
9. The Fragile Heart – 2:39
10. The Waiting – 2:26
11. Janie's Got a Dissolvo Ray – 2:32
12. End of the World – 3:17
13. Bubblegum Machine – 3:31

## Musicisti
- Zombina: voce;
- Doc Horror: chitarra, basso e voce;
- Louie Diablo: chitarra;
- Jonny Tokyo: tastiere, basso e voce;
- Kit Shivers: batteria e cori.